# Tihanyi Béla (színművész)
Tihanyi Béla, született Tauss Béla, névváltozat: Tausz (Miháld, 1883. december 7. – Budapest, Józsefváros, 1941. december 25.) színész, rendező.

## Életútja
Tausz (Tauss) Salamon és Kohn Rozália fiaként született. Színi pályára lépett 1902-ben, Nádassy igazgatónál. A vidék nagy társulatainál működött (Pécs 1902–1905, 1914–1915, 1916–1920), 1922–23-ban a Várszínházban, végül Pestre szerződtették, a Blaha Lujza Színházhoz, ahol 1925-ig szerepelt. Érces basszbaritonja énekes szerepkört nyitott meg számára és csakhamar a klasszikus operettek nélkülözhetetlen oszlopa lett. 1932–34-ben mint operaszervező titkár tevékenykedett, ezt követően operarendező volt Fodor Oszkár pécsi társulatánál. 1936 és 1940 között az Országos Színészegyesület elnöki tisztét is betöltötte. Felesége Rafanides Katalin volt.

## Játékmodora
Átgondolt játéka, férfias egyénisége nemes veretet adott alakításainak. Azok közé a tömörhangú énekesek közé tartozott, akik igen jó színészek. Tudott könnyed is lenni és egyidőben keresett énekes bonvivánt volt. A víg özvegy Danilójától Carmen Escamillójáig győzte tehetséggel, erővel; Rip van Winkle-je kifogástalan, emlékezetes teljesítmény úgy szívhez szóló, mint átérzett, átgondolt játék tekintetében. Nagyvonású alakításai közül a Gólem áll első helyen. Tiszta magyar beszéde prózai darabokban kitűnően érvényesült. Hotel Imperiálbeli Tábornok alakítása kiegyensúlyozott művészi produkció. Ocskay brigadéros markáns Szörényije volt, majd a Leányvásár Tomja. Hoffmann csodadoktora nem maradt el Arcübasev Féltékenységbeli vad, kaukázusi hercege mögött. Úgynevezett "ütilité" volt és mégis minden hangja, lépése messze esett a sablonos, átlag színészettől. 